# Cérons
Cérons (en occitano Seron) es una comuna francesa, situada en el departamento de la Gironda y la región de Aquitania. De su patrimonio destacan las ruinas del castillo de Saint-Cricq siglo XVI.

## Geografía
El municipio se encuentra dentro del viñedo de Burdeos, en la comarca de Graves, sobre la orilla derecha del Garona en la confluencia con el Ciron a 33 kilómetros al sureste de Burdeos en la línea Burdeos-Sète. La AOC Cérons es una de las primeras denominaciones de origen controladas de Francia, situada junto a la denominación Barsac y no lejos de Sauternes. Cérons es conocido por su vino blanco generoso. El microclima de la zona proviene de las aguas frías del Ciron y del Garona, provocando formaciones de neblinas frecuentes en la época de la vendimia. La alternancia de estas nieblas húmedas y del calor del mediodía de otoño favorecen el desarrollo de Botrytis cinerea (podredumbre noble). Este hongo microscópico que se desarrolla sobre el pellejo de las uvas provoca una concentración natural del zumo por la evaporación del agua.

## Demografía
| 1229 | 1241 | 1281 | 1308 | 1319 | 1347 |
| Para los censos de 1962 a 1999 la población legal corresponde a la población sin duplicidades (Fuente: INSEE [Consultar]) |      |      |      |      |      |